# Bernard Gavoty
Pour les articles homonymes, voir Gavoty.
Bernard Gavoty, né le  2 avril 1908 à Paris et mort le 24 octobre 1981 dans la même ville, est un organiste, musicographe et critique musical français.

## Biographie
Après avoir été élève de Louis Vierne, Bernard Gavoty entre au Conservatoire de Paris où il a comme condisciples dans la classe d'orgue Denise Launay, Michel Boulnois, Antoine Reboulot, Félicien Wolff et Jean-Jacques Grünenwald, entre autres.
Il tient une place tout à fait particulière parmi les élèves de Marcel Dupré au Conservatoire. En effet, brillant orateur, doué d'une parfaite élocution, sachant manier la plume, il fait de très nombreuses conférences, en particulier pour les Jeunesses musicales de France, et est un célèbre critique musical français du Figaro sous le pseudonyme de Clarendon en référence au personnage principal de la pièce de Beaumarchais Eugénie. En 1942, il est nommé titulaire du grand orgue de l'église Saint-Louis des Invalides qu'il fait reconstruire par la maison Beuchet-Debierre en 1955. 
Dans les années 1950 et 1960, il est fréquemment présent sur l'unique chaîne de télévision pour entretenir les téléspectateurs de musique classique,. 
Il est élu en 1976 membre de l'Académie des beaux-arts, où il prend la succession de Julien Cain dans la section des membres libres.
Il était par ailleurs ingénieur agronome diplômé de l'INA et viticulteur dans les côtes de Provence,.

## Écrits
- Louis Vierne La vie et l'œuvre, Paris, Albin Michel, 1943 ; nouvelle éd. 1979 (OCLC 2500413)
- Jehan Alain, musicien français, Paris, Albin Michel, 1945 ; rééd. Éditions d'Aujourd'hui, coll. « Introuvables », 1985 (OCLC 21548494)
- Les Français sont-ils musiciens ?, éditions Conquistador, 1950
- Deux capitales romantiques : Vienne Paris, Société française de diffusion musicale et artistique, 1953
- Pour ou contre la musique nouvelle ?, avec François-Lesure, Flammarion
- Carl Schuricht, Genève, coll. « Les grands interprètes », René Kister, 1954
- Edwin Fischer, Genève, coll. « Les grands interprètes », René Kister, 1954
- Walter Gieseking, Genève, coll. « Les grands interprètes », René Kister, 1954 (OCLC 12169813)
- Wilhelm Kempff, Genève, coll. « Les grands interprètes », René Kister, 1954
- Roberto Benzi, Genève, coll. « Les grands interprètes », René Kister, 1954
- Les Souvenirs de Georges Enesco, Paris, Flammarion, 1955, 196 p. (OCLC 999425609) — réed. : Nagard, Milan, 1981 ; Kryos (« Domaine roumain »), Paris, 2006 (OCLC 895326319)
- Alfred Cortot, Genève, coll. « Les grands interprètes », René Kister, 1955
- Pablo Casals, Genève, coll. « Les grands interprètes », René Kister, 1955 (OCLC 802804623)
- André Cluytens, Genève, coll. « Les grands interprètes », René Kister, 1955 (OCLC 901885362)
- Yehudi Menuhin et Georges Enesco , Genève, coll. « Les grands interprètes », René Kister, 1955 (OCLC 422015293)
- Arthur Rubinstein, Genève, coll. « Les grands interprètes », René Kister, 1955 (OCLC 46637333)
- Samson François, Genève, coll. « Les grands interprètes », René Kister, 1956 (OCLC 58820657)
- Wanda Landowska, Genève, coll. « Les grands interprètes », René Kister, 1956 (OCLC 898902067)
- Victoria de los Ángeles, Genève, coll. « Les grands interprètes », René Kister, 1956 (OCLC 470639068)
- Nathan Milstein, Genève, coll. « Les grands interprètes », René Kister, 1956 (OCLC 715079166)
- Bruno Walter, Genève, coll. « Les grands interprètes », René Kister, 1956 (OCLC 47065527)
- Witold Malcuzynski, Genève, coll. « Les grands interprètes », René Kister, 1957 (OCLC 901885161)
- Elisabeth Schwarzkopf, Genève, coll. « Les grands interprètes », René Kister, 1957 (OCLC 718247457)
- La Musique adoucit les mœurs ?, Paris, Gallimard, 1959
- Chopin amoureux, La Palatine, 1960
- Dix grands musiciens, Gautier-Languereau, 1962
- Vingt grands interprètes, Lausanne, Rencontres, 1966.
- Lettre d'Alexis Weissenberg à Bernard Gavoty, 1966
- L'Arme à gauche, Beauchesne, 1971
- Chopin, Paris, Grasset, 1974
- Alfred Cortot, Paris, coll. « Musique », Buchet/Chastel, 1977, rééd. 2012, 378 p.  (OCLC 810314744)
- Anicroches, Paris, coll. « Musique », Buchet/Chastel, 1979, 245 p. , (OCLC 419232256)
- Liszt, le virtuose, Paris, Julliard, 1980

## Discographie
- À la gloire des Invalides : Vierne (Marche triomphale) ; Franck (Prélude, Fugue et Variation) ; Balbastre (développement sur le Noël populaire Joseph est bien marié) - Marcel Dupré, orgue ; Cuivres, dir. Louis Frémaux (Saint-Louis-des-Invalides 1957, LP Erato DQ 105) (OCLC 26388942) — Grand prix du disque 1959, Académie Charles Cros.
- Prières à Saint-Louis-des-Invalides : Bréville - Fauré - Bach - Franck - Marie-Rose Chauveau, soprano (Saint-Louis-des-Invalides 1958, 45 t Ducretet Thomson 450C146) (OCLC 658369981)
- L'orgue de Saint-Louis-des-Invalides décrit par Bernard Gavoty (Saint-Louis-des-Invalides, vers 1960, LP Le Chant du Monde YNA8329) (OCLC 693383250)
- Bach, BWV 617, 645, 653, 659, 680, 686, 727, 734, 582, 541 (Saint-Louis-des-Invalides, 1963, Le Chant du Monde LDXA48329) (OCLC 773866769)
- Saint-Saëns - Troisième symphonie, avec orgue - Bernard Gavoty, orgue ; Orchestre national de l'ORTF, dir. Jean Martinon (Paris, cathédrale Saint-Louis-des-Invalides 9-10 janvier 1975, EMI CZS 7 62643 2) (OCLC 693464380)

## Théâtre
- 1971 : Dumas le magnifique d'Alain Decaux, mise en scène Julien Bertheau, Théâtre du Palais-Royal
- 1975 : Les Secrets de la Comédie humaine de Félicien Marceau, mise en scène Paul-Émile Deiber, Théâtre du Palais-Royal.